# Catedral de Trieste
La catedral-basílica de San Justo es el principal edificio religioso católico y la catedral de la ciudad de Trieste. Se encuentra en lo alto del cerro homónimo que domina la ciudad.
El aspecto actual de la basílica deriva de la unificación de las dos iglesias preexistentes de Santa Maria y la dedicada al mártir San Justo, que fueron comprendidas bajo el mismo techo por el obispo Rodolfo Pedrazzani da Robecco entre los años 1302 y 1320 para dotar a la ciudad de una catedral.
Las primeras noticias sobre la catedral datan del año 1337, cuando el campanario de la antigua iglesia de Santa María fue recubierto con un grueso muro para poder soportar el nuevo edificio. Las obras del campanario se terminaron en 1343, pero las de la iglesia se prolongaron prácticamente hasta finales de siglo. El campanario era originalmente más alto, pero en 1422 fue alcanzado por un rayo y quedó reducido a su altura actual.
Tras la dedicación definitiva de la ciudad a Austria (1382), el entonces emperador Leopoldo III nombró al primer obispo alemán de Trieste, Enrico de Wildenstein, el cual consagró el altar mayor de la catedral el 27 de noviembre de 1385.
En noviembre de 1899 el papa León XIII la elevó a la dignidad de basílica menor.

## Exterior

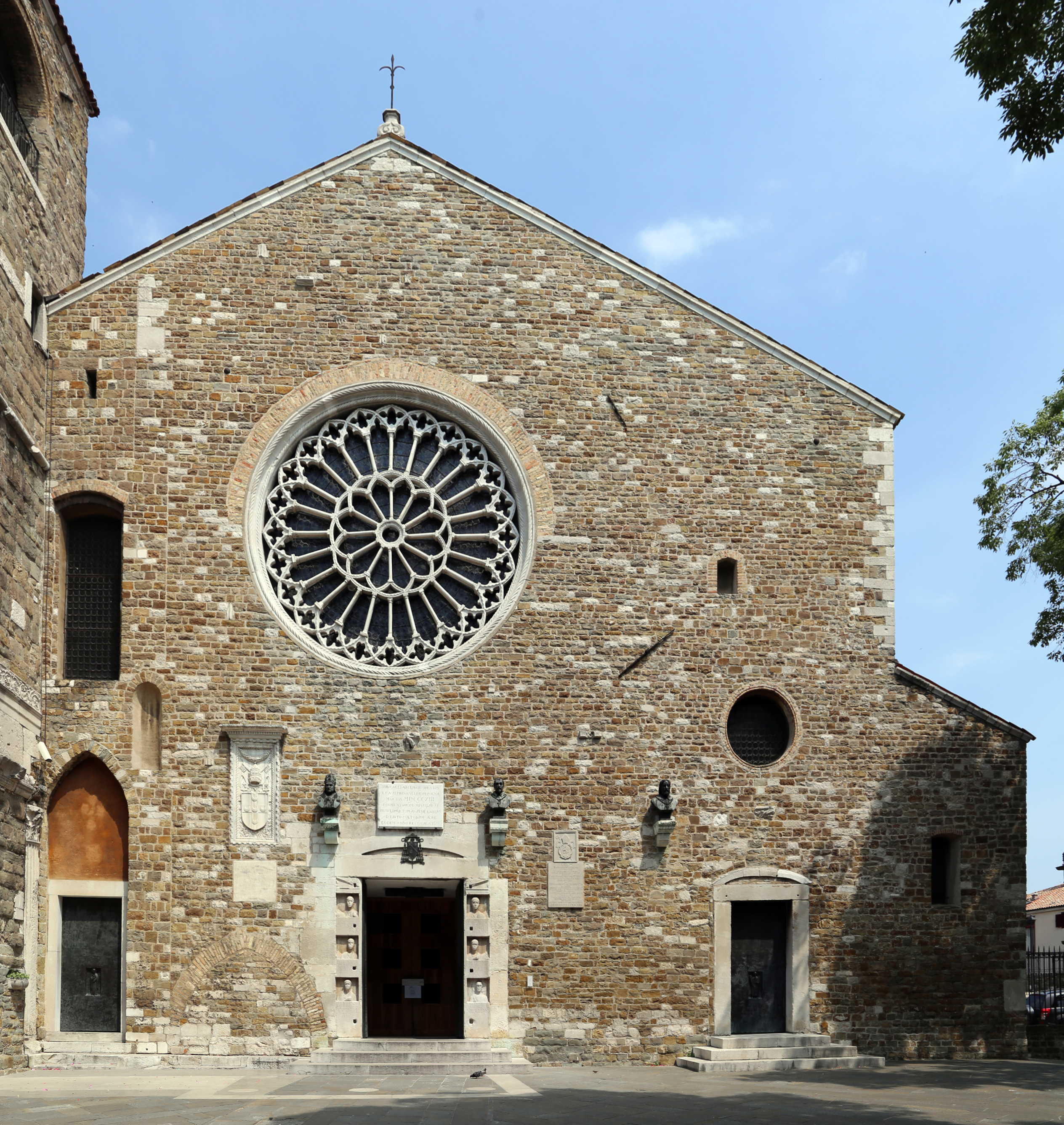
La fachada de la catedral

La austera fachada de la iglesia está enriquecida por un enorme rosetón de piedra kárstica, realizado en el lugar por maestros canteros contratados en Soncino, cerca de Cremona, de donde procedía el obispo. Queda un recuerdo de ello en el nombre de la via dei Soncini en Trieste.
Tanto el campanario como la fachada de la iglesia están generosamente cubiertos con restos de la época romana. El portal de entrada se obtuvo, por ejemplo, de un antiguo monumento funerario. Los bustos de bronce, agregados en 1862 a la fachada sobre estantes obtenidos de pedestales romanos, representan a cuatro obispos ilustres: Enea Silvio Piccolomini, luego Papa Pío II, Rinaldo Scarlicchio, descubridor de las reliquias veneradas en la catedral, Andrea Rapicio, humanista del siglo XVI, y Antonio Santin, que fue añadido en el 2020.
El campanario alberga un complejo de cinco campanas grandes. La campana di San Giusto, una pieza musical patriótica escrita por Giovanni Drovetti y musicalizada por Colombino Arona en 1915 y cantada muchas décadas después por el tenor Luciano Pavarotti, está dedicada a la mayor de estas campanas.
El achaparrado del campanario data del siglo XIV. En un edículo gótico se encuentra una estatua románico-bizantina de San Justo (siglo X-XI): en una mano sostiene la maqueta de la ciudad y en la otra la palma del martirio (la cabeza, de dimensiones diferentes al cuerpo, es una reutilización).

## Interior

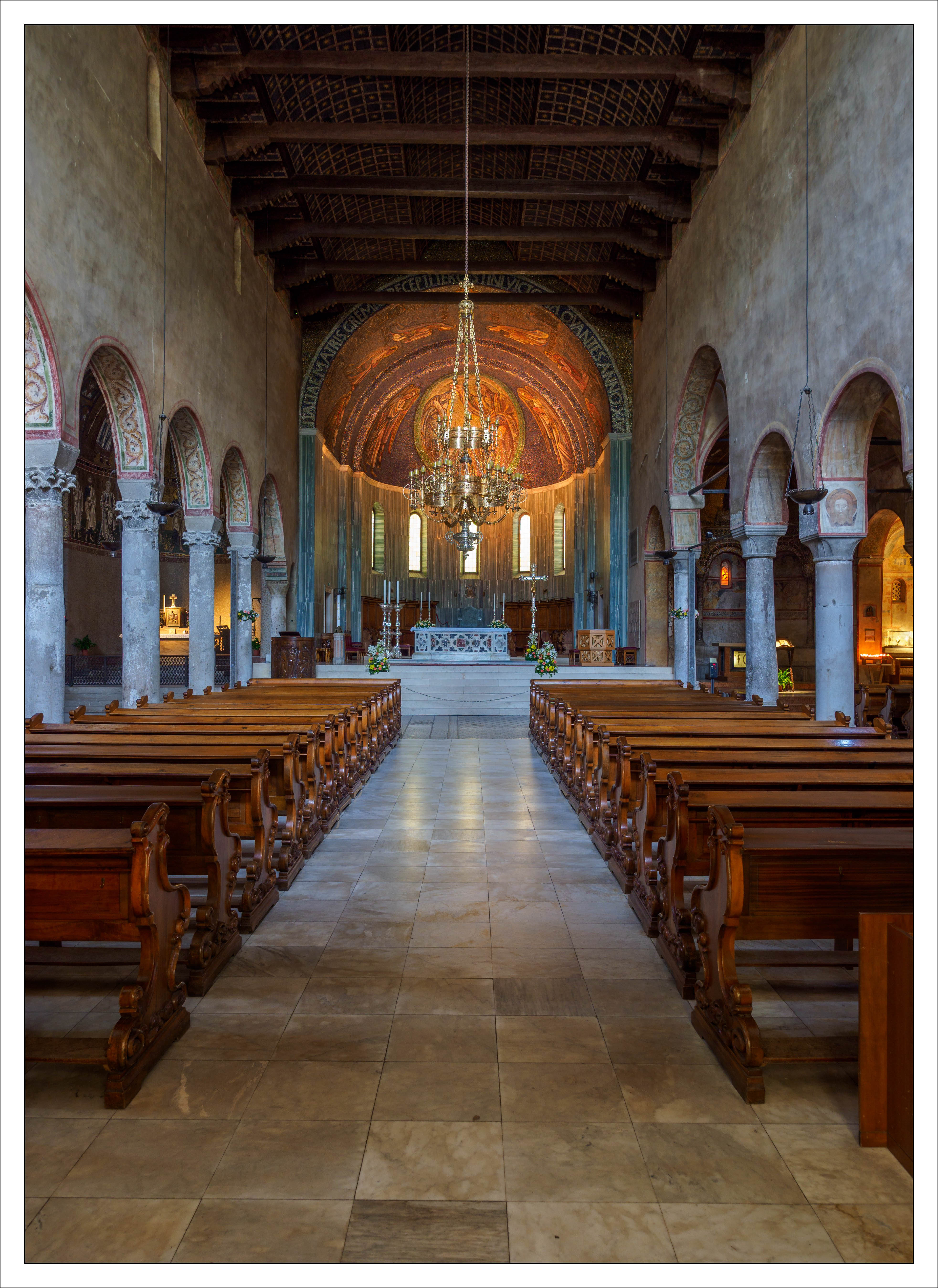
El interior de la catedral

En el año 1423 el ábside fue pintado al fresco por Domenico Lu Domine y Antonio Baietto, artistas friulanos. Permaneció así hasta 1843, cuando fue ampliado destruyendo el fresco con la Coronación de la Virgen, del cual quedan algunos fragmentos expuestos en ocasiones en el castillo de San Justo, y sustituido por una bóveda neoclásica artesonada.
En las primeras décadas del siglo XX fue, sin embargo, demolido y reconstruido. La decoración del artesonado se sustituyó por un mosaico que vuelve a proponer el tema de la Coronación de la Virgen, elegido tras un concurso sobre el tema.
De los otros frescos originales quedan pocos hallazgos, el más importante de los cuales es el Ciclo de San Justo, en cinco elementos, expuesto en la capilla lateral.
En su interior se encuentran muchos artefactos sagrados, como el Tesoro, oculto tras una reja barroca, que aún contiene muchos objetos de valor a pesar de su saqueamiento en 1984. Entre ellos se encuentra la alabarda de San Sergio, símbolo de la ciudad.

### Los mosaicos del ábside bizantino
Los dos ábsides laterales (correspondientes respectivamente al de la basílica de Santa María y al del sacelio de San Justo) están decorados con magníficos mosaicos, obra de obreros venecianos y constantinopolitanos.
El ábside de Santa María presenta una espléndida representación de la Theotokos, sentada en un trono, sobre fondo de oro, con el Niño en brazos, flanqueada por dos arcángeles en deesis. Se trata de una ejecución de origen constantinopolitano de la primera mitad del siglo XII, realizada probablemente en paralelo a las filas de los Apóstoles sobre un idílico césped, situado en el hemiciclo absidal inferior, enmarcado en un marco decorado. Este último, en cambio, pertenece a un equipo de mosaicos venecianos, por la suavidad de los ropajes y la afinidad de las fisonomías de algunas figuras con las de la Catedral Ursiana de Rávena. Como en Santa María Assunta de Torcello, los apóstoles están representados en la serie latina, es decir, con Santiago el Menor y Tadeo en lugar de Marcos y Lucas.
En el ábside derecho destaca el Pantocrátor, flanqueado como en una déesis por los santos Justo y Servolo. Los rasgos de Cristo, esbelto, severo y noble, sitúan la elaboración de este mosaico a principios del siglo XIII, por artistas bizantinos.

### Órgano
En el gran coro cerca del muro de la contrafachada se encuentra el órgano de tubos Mascioni opus 345, construido en 1922 para sustituir un instrumento anterior construido por Giovanni Tonoli en 1860 cuyos tubos fueron saqueados durante la Primera Guerra Mundial. La construcción de un nuevo órgano fue confiada al organero Vincenzo Mascioni, quien trabajó en él durante 1921, año en el que se inauguró la obra con una serie de conciertos a cargo de Marco Enrico Bossi.
Durante la necesaria restauración posterior a la Segunda Guerra Mundial, llevada a cabo por la empresa Mascioni en los años setenta, se adaptó el sonido del instrumento al gusto de la época. Los teclados, originalmente dos, pasaron a tres, y se sustituyeron los caños de fachada por otros nuevos. Además, el sistema de transmisión se transformó de neumático a eléctrico. Muy importante para este trabajo de restauración fueron los consejos y la experiencia de Emilio Busolini, organista de la Catedral.
En 2013 experimentó una nueva restauración, que llevó seis semanas y en la que se limpiaron los 3000 caños del instrumento y se sustituyeron las partes hechas de piel. Fue llevada a cabo, de nuevo, por la empresa Mascioni.

## Campanario y campanas
El campanario alberga cinco campanas de escala G2.